# Jean Ringard
Jean Ringard est un ecclésiastique français de la période de la Révolution française qui fut curé de la paroisse de Saint-Germain-l'Auxerrois à Paris, paroisse desservant le Louvre.

## Biographie
En 1766, il est chanoine à la collégiale Saint-Pierre de Saint-Julien-du-Sault du diocèse de Sens. Il est vicaire à Saint-André-des-Arts puis curé de Saint-Germain-l'Auxerrois de 1781 à la Révolution.  Il fut parmi les électeurs aux États généraux qui ont refusé de prêter serment à la Constitution civile du clergé. Devenu prêtre réfractaire, il doit donc se cacher pour éviter la prison.
Il est remplacé par son premier vicaire jureur, l’abbé Jean Corpet et se réfugie dans la chapelle de l’Oratoire de la rue Saint-Honoré. 
Après le 10 août 1789, on fit courir le bruit qu’il avait trouvé la mort lors de la prise des Tuileries. Mais l’ancien curé de Saint-Germain-l’Auxerrois s’était réfugié dans l'actuelle Belgique où il mourut vers 1799.